# Ár nDraíocht Féin: A Druid Fellowship
Ár nDraíocht Féin: A Druid Fellowship, Inc. (často zkracováno jako ADF) je náboženská organizace věnující se studiu a rozvoji indoevropského kultu a duchovna. Členové obývají především Spojené státy americké, kde je s více než tisícem členům největší neodruidskou organizací.
V současné irštině  Ár nDraíocht Féin znamená „naše vlastní druidství/magie“, zkratka ADF se také vztahuje k slovům A Druid Fellowship, anglicky „druidské společenství“. Organizace byla založena v roce 1983 Isaacem Bonewitsem a od roku 1990 je registrovanou nevýdělečnou organizací ve státě Delaware. Přes své irské jméno a odkaz na druidství jsou mezi členy ADF následovníci všech indoevropských náboženstvích, kromě v organizaci nejrozšířenějšího keltského tedy také germánského, hélenského, římského, slovanského, védského a dalších. ADF užívá slovo druid ve smyslu „člen indoevropské inteligence, zpravidla kněz“ nebo více široce „následovník indoevropských bohů a bohyň“.

## Historie
Isaac Bonewits založil ADF s cílem „zkoumat a rozvíjet současné poznatky o dávných Keltech a jiných indoevropských národech za účelem rekonstrukce Starého náboženství Evropy takového jaké opravdu bylo“. Bonewits chtěl klást důraz na vědeckou metodu v reakci více revizionistické formy novopohanství, například ty které se prohlašovali za přímý odkaz pravěkého Velkého Matriarchátu. Velký vliv na jeho myšlení měla zejména práce George Dumézila o indoevropských sociálních strukturách a mytologii.
Tyto skutečnosti Bonewitse vedlo k zahájení studijního programu ADF jehož cílem byl vznik vzdělaného a důvěryhodného kněžstva, které by bylo schopné zajišťovat dalším novopohanům duchovní služby, jako například rituály při příležitosti narození, manželství a pohřbu. Oficiální heslo organizace Why not excellence? „Proč ne nejlepší ?“ vyjadřuje snahu o vytvoření náboženské tradice, nikoliv pouhé malé skupiny kterou nikdo nebude brát vážně. Neoficiální motto As fast as a speeding oak „Tak rychle jako roste dub“ poukazuje na skutečnost že takový úkol potřebuje čas.
ADF také bylo reakcí na mnoho pseudonáboženských kultům, novopohanských i jiných, s které Bonewits znal a v některých případech jimi i prošel. Proto je jedním z prvních dogmat „doktrína arcidruidovi omylnosti“, která stanoví že každý, dokonce i arcidruid, se může mýlit. Na druhou stranu je ADF také reakcí na volnomyšlenkářskou náboženskou skupinu Reformed Druids of North America, kterou Bonewits shledával příliš rozvolněnou a nepohanskou.

## Učení
V ADF jsou ctěny tři druhy entit:bohové a bohyně, předci a duchové přírody; které jsou vzývány při rituálech. První skupina zahrnuje mnoho indoevropských, předkřesťanských, božstev a ačkoliv v rámci ADF jsou uctívány bohové z mnoha panteonů a hearth cultures „krbových kultur“ tak je odmítáno míšení a zaměňování nesouvisejících božstev během jednoho rituálu. Předci zahrnují především předky pokrevní, ale i jiné následování hodné mrtvé. Triáda bohové, předci a duchové přírody je nazývána „Tři spřízněné rody“. Většina rituálů se odehrává ve volné přírodě
Další triádou v učení ADF jsou „Tři světy“ zahrnující Podsvětí, spojované s předky, Nebesa, spojované s bohy a náš svět, spojovaný s duchy přírody. Ze tří částí se skládá i náš svět, jedná se o triádu Země, Moře a Obloha. Všechny tyto triády jsou založeny na významu čísla tři přisuzovanému dávným Indoevropanům, především Keltům. Mezi další společné indoevropské prvky užívané v ADF patří posvátný strom, jako je severský Yggdrasil, idea strážce brány, jako je řecký Hermés nebo severský Heimdall, a smír s nepřátelskými bytostmi, jako jsou severští Jötnar nebo irští Fomorové. 
ADF balancuje mezi striktním rekonstrukcionismem a volnějšími formami novopohanství jako je Wicca, pokouší se být co nejvíce autentické s ohledem na realitu moderního života. Zapovídá například jakoukoliv formu krvavé oběti, protože není přijímané v současné společnosti.